# علاج بالليزر منخفض المستوى
العلاج بالليزر منخفض المستوى (LLLT) هو شكل من أشكال الطب البديل حيث يتم استخدام أشعة الليزر منخفضة الطاقة أو الثنائيات الباعثة للضوء (المصابيح) على أسطح أو فتحات الجسم. وبينما يستخدم الليزر مرتفع الطاقة في قطع أو تدمير الأنسجة، يُستخدم الليزر منخفض المستوى في تخفيف الآلام أو لتحفيز وتعزيز وظيفة الخلية.
تقتصر تأثيرات الليزر منخفض المستوى على عدد معين من الأمواج الطولية، ولا يُظهر استخدام الليزر منخفض المستوى بأطوال موجية أقل من هذا النطاق أي فعالية تذكر.
على الرغم من عدم وجود توافق في الآراء على وجود أهمية علمية محددة، إلا أن اختبارات وبروتوكولات العلاج بالليزر منخفض المستوى تقترح أن استخدامه قد يظهر بعض الفعالية المقبولة، ولكنه لا يظهر أي أفضلية على الدواء الوهمي في تخفيف آلام الات التهاب المفاصل الروماتويدي على المدى القصير  وهشاشة العظام  وآلام الرقبة الحادة والمزمنة  والتهابات الأوتار وربما اضطرابات المفاصل المزمنة. ولا تزال الأدلة حول فعالية العلاج بالليزر منخفض الطاقة في علاج آلام أسفل الظهر وطب الأسنان والتئام الجروح غير واضحة.

## الأسماء
توجد العديد من الأسماء البديلة التي تطلق على العلاج بالليزر منخفض المستوى بما في ذلك العلاج باللليزر منخفض القوة (LPLT)، العلاج بالليزر منخفض الكثافة العلاج بالليزر منخفض الطاقة والليزر البارد والعلاج البيولوجي-التحفيزي بالليزر والعلاج بطاقة الأشعة تحت الحمراء أحادية اللون. عند استخدام الليزر في «نقاط الوخز بالإبر» قد يسمى هذا الإجراء الوخز بالإبر الليزري.

## الاستخدامات الطبية
تم الترويج لاستخدام الليزر منخفض المستوى في علاج العديد من الأمراض العضلية الهيكلية بما في ذلك متلازمة النفق الرسغي (CTS) والآلام العضلية الليفية وهشاشة العظام والتهاب المفاصل الروماتويدي. كما تم الترويج له في علاج اضطرابات المفصل الفكي الصدغي والتئام الجروح والإقلاع عن التدخين والسل. بينما قد يساعد العلاج بالليزر منخفض المستوى في التخفيف من آلام البعض مؤقتًا، إلا أنه لاتوجد أدلة داعمة لمزاعم تأثير هذا العلاج على النتائج على المدى الطويل، أو أفضليتها على بعض التقنيات الأخرى التي تستخدم الحرارة.
استعرضت مراكز الرعاية الطبية والخدمات الطبية إيتنا و[ سينا] الأدلة السريرية فيما يتعلق بالعلاج بالليزر منخفض المستوى ووجدت أنها غير كافية لتحديد إذا ما كان العلاج بالليزر منخفض المستوى آمنًا أو فعالًا لأي من الأغراض المستخدم فيها.

### العضلات والعظام
قد يكون العلاج بالليزر منخفض المستوى مفيدًا في علاج آلام الرقبة الحادة والمزمنة. لم تكن الفائدة من استخدام العلاج بالليزر منخفض المستوى في علاج آلام الرقبة ذات أهمية تذكر وكانت الأدلة عُرضةً للتحيز بشكل كبير. خلصت مراجعة مكتبة كوكرين في عام 2008 إلى أن الأدلة اللازمة لعلاح آلام أسفل الظهر الغير محددة غير كافية بينما تردد وجود فائدة لاستخدام الليزر منخفض المستوى في علاج آلام الظهر المزمنة في مراجعة عام 2010. كما وجدت مراجعة عام 2015 فائدة لاستخدام الليزر منخفض المستوى في علاج آلام أسفل الظهر المزمنة والغير المحددة.
توجد بيانات أولية تشير إلى فائدة استخدام الليزر منخفض المستوى في علاج الآلام الناجمة عن التهاب المفاصل الروماتويدي على المدى القصير وربما اضطرابات المفاصل المزمنة. قد لا يحسن استخدام الليزر منخفض المستوى آلام اضطرابات المفصل الفكي الصدغي، إلا أنه قد يحسن من وظيفته. كما تفتقر تلك التقنية إلى الأدلة لاستخدامها في علاج هشاشة العظام.
كما تؤجد أدلة أولية تشير إلى فائدة الليزر منخفض المستوى في علاج اضطرابات الأوتار. فقد وجدت إحدى المراجعات عام 2015 فائدة لاستخدامه في علاج أوتار الكتف. ووجدت مراجعة كوكرين عام 2014 أدلة أولية على أن استخدام الليزر منخفض المستوى قد يساعد في علاج الأكتاف المتيبسة.
لا تدعم الأدلة أي فائدة لاستخدام الليزر منخفض المستوى في تأخير ظهور وجع العضلات. وقد يكون استخدامه مفيدًا في تخفيف آلام العضلات والإصابات.

### الأسنان
يُقترح استخدام الليزر منخفض المستوى في علاج التهاب اللثة المزمن  وسرعة الشفاء من الالتهابات حول الأسنان المزروعة  ولكن لا توجد أدلة كافية تشير إلى تفوقه على الممارسات التقليدية.
توجد أدلة أولية تشير إلى فرط حساسية الأسنان جراء استخدام الليزر منخفض المستوى. لكن لم يظهر أي فائدة في التخفيف من آلام تقويم الأسنان.
```
قد يكون استخدام الليزر منخفض المستوى مفيدًا في علاج مضاعفات خلع ضرس العقل 
[
25
]
 
والتهاب الغشاء المخاطي الفموي
.
[
26
]
```

### تساقط الشعر
وجدت الاستعراضات الطبية عام 2008 و2012 القليل من الأدلة التي تدعم استخدام أشعة الليزر لعلاج تساقط الشعر. بالإضافة إلى ذلك لا توجد أي موافقة لإدارة الغذاء والدواء لهذا الاستخدام. ومع ذلك يبدو أن يكون هذا الاستخدام آمنًا.
وجدت إحدى الاستعراضات الطبية عام 2014 أدلة أولية لفائدة الليزر في علاج تساقط الشعر. في حين وجد استعراض آخر عام 2014 أن نتائج هذا الاستخدام قد تكون مختلطة مع وجود احتمالية تحيز كبير وأن تكون فعاليته غير واضحة. كما وجد استعراض آخر عام 2015 أيضًا بعض الأدلة الأولية لفوائد استخدام الليزر في تساقط الشعر.

### الرأس
عندما استخدام الليزر على الرأس فإنه يطلق عليه التصوير الإشعاعي الحيوي عبر الجمجمة أو العلاج بالليزر منخض المستوى عبر الجمجمة. وتجرى بعض الدراسات على استخدام الليزر منخفض المستوى في إصابات الدماغ (TBI) والسكتة الدماغية. أظهرت تجربتين نتائج واعدة في علاج السكتة الدماغية في البشر عام 2010. ولم يتم الموافقة على استخدام الجهاز لمثل هذا الغرض في هذا الوقت من قبل إدارة الغذاء والدواء.

### استخدامات أخرى
```
قد يكون العلاج بالليزر منخفض المستوى فعالًا للحد من الألم والتورم في حالات
الاستسقاء الليمفاوي
 المتصلة 
بسرطان الثدي
.
[
34
]
```

على الرغم من اقتراح بعض الفوائد للعلاج بالليزر منخفض المستوى في تسريع التئام الجروح، إلا أنه لم يتم تحديد المعلمات المناسبة (مثل الجرعة والنوع والمواد الطول الموجي، إلخ.).
خلصت ستيفن باريت الكاتبة في موقع كواكواتش في عام 2009 إلأى أن هناك دليل يدعم استخدام اللعلاج بالليزر منخفض المستوى لتخفيف الآلام مؤقتًا، ولكن «لا يوجد سبب للاعتقاد بأنها سوف تؤثر على مسار أي مرض أو أنها أكثر فعالية من غيرها من أشكال العلاج بالحرارة». لم يتغيرموقف باريت منذ عام 2016.

## الآلية
لا تزال آلية عمل الليزر منخفض المستوى غير واضحة.
ويبدو أن تقتصر تأثيرات الليزر منخفض المستوى على مجموعة محددة من الأطوال الموجية،  واستخدام الأطوال الموجية الأقل منها لم يظهر أي فعالية.
قد تُعزى آلية عمل الليزر المنخفض المستوى إلى التفاعلات الضوئية المشهورة في الأبحاث البيولوجية، إذ قد يتفاعل الضوء المستخدم في العلاج بالليزر منخفض المستوى مع إنزيم التنفس سيتوكروم سي أكسيداز المشارك في سلسلة نقل الإلكترون في الميتوكوندريا.

## التاريخ
يرجع الفضل في اكتشاف الآثار البيولوجية لليزر منخفض الطاقة إلى الجراح المجري إندر ميستر (1903-1984) والذي حدث بعد بضع سنوات من اختراع الليزر الياقوتي عام 1960 واختراع ليزر هيليوم-نيون (HeNe) عام 1961. اكتشف ميستر بالصدفة أن انخفاض مستوى ضوء الليزر الياقوتي يمكن أن يزيد من نمو الشعر أثناء محاولة تكرار التجربة التي أظهرت أن مثل هذه الأشعة يمكن أن تقلل من الأورام في الفئران. لم يكن الليزرالذي استخدمه ميستر هو الصحيح ولم يكن قويًا كما كان يعتقد؛ إذ أنه لم يؤثر على الأورام ولكنه لاحظ نمو الشعر مرة أخرى في الأماكن التي كان قد حلقها في الفئران من أجل القيام بالتجارب بشكل أسرع مقارنةً معالدواء الوهمي. نشر ميستر هذه النتائج عام 1967. وذهب ميستر إلى إظهار أن ليزر الهيليوم نيون منخفض المستوى قد يسرع التئام الجروح في الفئران. وبحلول السبعينات استخدم ميستر الليزر منخفض المستوى لعلاج مرضى التقرحات الجلدية. أسس ميستر في عام 1974مركز بحوث الليزر في جامعة سيملويس الطبية في بودابست، واستمر في العمل هناك لبقية حياته. وأكمل أبنائه عمله من بعده وجلبوها إلى الولايات المتحدة.
زعمت شركات بيع أجهزة الليزر بحلول عام 1987 إمكانية علاج الألم وتسريع الشفاء من الإصابات الرياضية وعلاج التهاب المفاصل على الرغم من قلة الأدلة على ذلك في ذلك الوقت. تم تسويق الليزر منخفض المستوى بحلول عام 2016 على أنه منتج يساعد على التئام الجروح والإقلاع عن التدخين والسل والأمراض العضلية الهيكلية مثل اضطراباتالمفصل الصدغي الفكي ومتلازمة النفق الرسغي والآلام العضلية الليفية وهشاشة العظام والتهاب المفاصل الروماتويدي مع وجود القليل من الأدلة لدعم مثل هذه الاستخدامات إلا بعض الأدلة التي تدعم استخدامها لعلاج آلام العضلات والمفاصل مؤقتًا.
أطلق ميستر على هذا النهج اسم «التحفيز الحيوي باستخدام الليزر» لكن سرعان ما تم تداول اسم «العلاج بالليزر منخفض المستوى» مع الاعتياد على تسمية الثنائيات باعثة الضوء من قبل أولئك الذين يدرسون هذا النهج «العلاج بالضزء منخفض المستوى» ولحل الالتباس حول المعنى الدقيق ل«مستوى منخفض»، نشأ مصطلح «التصوير الضوئي الحيوي» "photobiomodulation".

## المجتمع والثقافة

### السداد
اعتبارا من عام 2006، لم تقدم مراكز الرعاية الطبية والخدمات الطبية أي تغطية نقدية للعلاج بالليرز منخفض المستوى،  وفعلتإينتا Aenta المثل اعتبارًا من عام 2014،  و سينا Cigna اعتبارًا من عام 2016 .

## الاستخدام البيطري
تستخدم العيادات البيطرية أجهزة الليزر البارد لعلاج مجموعة واسعة من الأمراض بدءًا من التهاب المفاصل إلى الجروح على الكلاب والقطط. وقد أُجري عدد قليل جدًا من الأبحاث على آثار هذا العلاج على الحيوانات. يتم تسويق معدات العلاج بالليزر حاليًا بقوة إلى الأطباء البيطريين بافتراض أنها أداة علاجية قوية أو مولدة للإيرادات. ذكربرينين ماكنزي رئيس جمعية الأدلة الطبية البيطرية أن «البحث في استخدام الليزر البارد في الكلاب والقطط ضئيل وذا جودة منخفضة عمومًا. إذ تعتبر معظم الدراسات صغيرة ولا تتحكم بشكل جيد في ضوابط التحيز والخطأ». وبينما ذكر ماكنزي أن بعض الدراسات تظهر بعض النتائج الواعدة، قال ان تقارير البعض الآخر لا تظهر نتائج جيدة. وفي حين أنه يعتقد أن هناك ما يكفي من الأدلة لتبرير لإجراء المزيد من الدراسات، إلا أنه خلص إلى أنه لا يوجد ما يكفي من الأدلة لدعم الاستخدام السريرية الروتينية لليزر البارد في الحيوانات.
إذا أراد الأطباء البيطريون تجريب هذا العلاج فعليهم الالتزام بتوضيح المخاطر والمنافع للعميل وأن هذا العلاج في الأساس مازال تجريبيًا. ولا يوجد أي شيء خاطئ في استخدام مثل هذا العلاج مع أخذ موافقة خطية من المريض، ولكن يعتبر التسويق بهذا الشكل الهائل لمعدات الليزر إلى الأطباء البيطريين من أجل التربح غير أخلاقي نظرا لعدم وجود أدلة قوية على سلامة وفعالية هذا العلاج لأي حالة.

## البحث
يزداد نطاق البحوث في استخدام الليزر منخفض المستوى لزيادة انتشار الخلايا بما في ذلك الخلايا الجذعية.